# A suli
A suli (Hull High) az NBC amerikai televíziós musical- és drámasorozata, amit 1990-ben vetítettek. Magyarországon a televíziónézők a Walt Disney bemutatja műsorblokk keretein belül láthatták 1991-1993 között a Magyar Televízió 1-es csatornáján. 

## Történet
A sorozat a Cornell Hull gimnáziumban játszódik. Ötvözi a musical és a szappanopera elemeit. A felnőttek között az egyik főszereplő, John Deerborn (Will Lyman) történelemtanár.

## Szereplők
| Színész               | Szerep                             | Szinkronhang       |
| --------------------- | ---------------------------------- | ------------------ |
| Will Lyman            | John Deerborn (1-9. epizód)        | Trokán Péter       |
| Nancy Valen           | Donna Breedlove (1-9. epizód)      | Tóth Enikő         |
| Mark Ballou           | Mark Fuller (1-9. epizód)          | Lippai László      |
| Marty Belafsky        | Louis Plumb (1-9. epizód)          | Minárovits Péter   |
| Kristin Dattilo       | D.J Serkin (1-9. epizód)           | Kisfalvi Krisztina |
| Cheryl Pollak         | Camilla Croft (1-9. epizód)        | Kökényessy Ági     |
| Marshall Bell         | Mr. Fancher (1-9. epizód)          | Harsányi Gábor     |
| Charlie E. Schmidt    | Charlie (1-8. epizód)              |                    |
| Trey Parker           | Rapper srác (1-9. epizód)          |                    |
| Phillip DeMarks       | Rapper srác (1-9. epizód)          |                    |
| Carl Anthony Payne II | Rapper srác (1-9. epizód)          |                    |
| George Martin         | Emery Dobosh (1-2. és 4-9. epizód) | Horkai János       |
| Harold Pruett         | Cody Rome (1-2. és 4-8. epizód)    | Czvetkó Sándor     |
| Rowden Metzger        | Randy Hauser (1-2. és 4-9. rész)   | Fekete Zoltán      |
| Holly Fields          | Michelle (7 epizód)                |                    |
| Bryan Anthony         | Rapper srác (7 epizód)             |                    |